# NRJ in the park Belgique
NRJ in the park Belgique était un concert gratuit organisé dans la ville belge de Charleroi chaque année dans le cadre des Fêtes de Wallonie. L'événement se tenait sur l'esplanade du parking 1 de Charleroi-Expo qui jouxte le Palais des Beaux-Arts de Charleroi.
Créé en 1996, ce concert accueillait principalement des artistes de Belgique et des pays voisins ainsi que certains chanteurs des États-Unis. 
Les premières éditions voient par exemple les participations de Manau en 1998 avec 20 000 spectateurs, de Lââm et Larusso en 1999 avec 25 000 spectateurs. On peut aussi citer Hooverphonic et Yannick,.
Le record de fréquentation est atteint en 2009 avec plus de 55 000 spectateurs.
Il est annoncé le 2 mai 2016 que NRJ — en décision avec la ville de Charleroi — ne renouvelle pas l'événement ce concert en cette année, la ville désirant se concentrer sur les festivités de ses 350 ans. La station de radio veut se concentrer sur le NRJ Music Tour,. Cependant il semble qu'un concert gratuit sera tout de même organisé par NRJ fin septembre 2017.[pertinence contestée]

## Chronologie

### En 2001
- Lââm
- Organiz
- Starflam
- Arno Elias
- Sully Sefil
- Mademoiselle
- Jakatta
- Ali Tcheelab (nl)
- Good Players
- Date : 15 septembre 2001[8],[9].

### En 2002
- Billy Crawford
- David Hallyday
- Jean-Pascal Lacoste
- Sarah Connor
- Curt Close
- Ozark Henry
- Kate Ryan
- Rohff
- etc.
- Date : 14 septembre 2002
- Retransmission : NRJ Belgique, MCM Belgique (Best of) et des télévisions locales.
- Nombre de spectateurs : plus de 30 000 spectateurs[10],[11],[12].

### En 2003
- Kyo
- Nolwenn Leroy
- Lorie
- Faudel
- Starflam
- 3T
- Leslie
- Kana
- Gomez et Dubois
- Raphael
- Room 5
- Sugar Daddy
- Geyster
- Saya
- Just A Man
- Iva
- Date : 19 septembre 2003[13].

### En 2004
- Billy Crawford
- Jenifer
- Diam's
- David Charvet
- Khaled
- Willy Denzey
- Danzel
- Singuila
- J-Five
- Kinito
- T-Rio
- Syndicate of Law
- Rohff
- Passi
- Steeve Estatof
- Élodie Frégé et Michal
- Nâdiya
- Royal Gigolos
- Kate Ryan
- Date : 18 septembre 2004[14].

### En 2005
- Amel Bent
- D-me
- Grégory Lemarchal
- Jonatan Cerrada
- K. Maro
- Kyo
- M. Pokora
- Paul Cless
- Wallen
- MS[Qui ?]
- Date : 17 septembre 2005
- Retransmission : NRJ Belgique et sur la plupart des télévisions locales.

### En 2006
- Amine
- Emma Daumas
- Faudel
- Jamelia
- K. Maro
- Najoua Belyzel
- Ozark Henry
- Pascal Obispo
- Shy'm
- Sinik
- Vegastar
- Date : 16 septembre 2006
- Retransmission : NRJ Belgique, MCM Belgique (Best of), NRJ 12 et sur l'ensemble des télévisions locales.
- Nombre de spectateurs : 40 000 spectateurs[15],[16].

### En 2007
- Amel Bent
- David Vendetta
- Faf Larage
- Fatal Bazooka
- Joshua
- Julien Doré
- Les Déesses
- Lumidee
- Sharko
- Shy'm
- Date : 15 septembre 2007
- Retransmission : NRJ Belgique, La Deux (Best of), MCM Belgique et Télé Bruxelles[15].

### En 2008
- Fedo Mora & Camurri
- Freemasons
- JD Davis
- Leki (en)
- Louisy Joseph
- Pauline
- Quentin Mosimann
- M. Pokora
- Sinik
- Jakarta
- Sheryfa Luna
- Robert Abigail (en)
- William Baldé
- Kate Ryan
- Mauss
- DJ Joss
- Date : 20 septembre 2008
- Retransmission : NRJ Belgique, La Deux, MCM Belgique et Télésambre
- Nombre de spectateurs : 45 000 spectateurs[17].

### En 2009
- Agnes
- Collectif Métissé
- DJ Joss
- Emmanuel Moire
- Esmée Denters
- James Morrison
- Joshua
- Quentin Mosimann
- Milk Inc.
- Stromae
- Date : 19 septembre 2009
- Retransmission : NRJ Belgique et La Deux
- Nombre de spectateurs : plus de 55 000 spectateurs

### En 2010
- DJ Joss
- Pauline
- Shy'm
- Mohombi
- Puggy
- Quentin Mosimann
- Julian Perretta
- Max Boublil
- M. Pokora
- Camélia Jordana
- Clara Morgane
- Date : 18 septembre 2010
- Retransmission : NRJ Belgique et La Deux
- Nombre de spectateurs : 50 000 spectateurs[18],[19].

### En 2011
- Magic System
- M. Pokora
- Alexandra Stan
- Suarez
- Mickaël Miro
- Collectif Métissé
- Jean-Roch feat. Kat DeLuna
- Peter Luts
- Tom Dice
- Mélissa Nkonda
- DJ Abdel feat. Mister You
- Aylin Prandi
- Jali
- Colonel Reyel
- Date : 17 septembre 2011
- Retransmission : NRJ Belgique et La Deux
- Nombre de spectateurs : 55 000 spectateurs[18].

### En 2012
- M. Pokora
- Jenifer
- Matt Houston
- Jali
- Tal
- Colonel Reyel
- Khaled
- Kenza Farah
- Merwan Rim
- DJ Assad feat. Mohombi
- Nossa
- Noa Moon
- Julian Perretta
- Date : 15 septembre 2012
- Retransmission : NRJ Belgique et La Deux
- Nombre de spectateurs : plus de 50 000 spectateurs[20],[21].

### En 2013
- Jason Derulo
- Kenza Farah et Lucenzo
- Big Ali
- Zaho
- Magic System
- Emmanuel Moire
- Bastian Baker
- Axel Tony
- Quentin Mosimann
- Matthieu Mendès
- Puggy
- 2Mad[note 1]
- Stromae
- , etc.
- Date : 14 septembre 2013
- Nombre de spectateurs : 50 000 spectateurs[22],[23].

### En 2014
- Kyo
- Puggy
- David Carreira
- Wayne Beckford
- Team BS
- Syndicate of Law
- Quentin Mosimann
- Julian Perretta
- Kendji
- Chawki
- , etc.
- Date : 20 septembre 2014
- Nombre de spectateurs : 35 000 spectateurs[24],[25].

### En 2015 -20eédition
- Kendji
- Amine
- Marina Kaye
- Lost Frequencies
- Bob Sinclar et Big Ali
- Gad Elmaleh
- Loïc Nottet
- Bigflo et Oli
- Selah Sue
- Jali
- Magic System
- Álvaro Soler
- Date : 12 septembre 2015
- Retransmission : NRJ Belgique et NRJ Hits
- Reportage pour les 20 ans présenté par Marco et Wendy : le before
- Nombre de spectateurs : plus de 50 000 spectateurs[26].